# Gonodonta amianta
Gonodonta amianta là một loài bướm đêm trong họ Noctuidae.